# Ademilson
Ademilson Braga Bispo Junior dit Ademilson, né le 9 janvier 1994 à Cubatão, est un footballeur brésilien qui évolue au poste d'attaquant.

## Statistiques
| Saison                | Club                  | Championnat           | Championnat | Championnat | Coupe(s) nationale(s) | Coupe(s) nationale(s) | Compétition(s) continentale(s) | Compétition(s) continentale(s) | Compétition(s) continentale(s) | Total | Total |
| Saison                | Club                  | Division              | M.          | B.          | M.                    | B.                    | Comp.                          | M.                             | B.                             | M.    | B.    |
| 2012                  | São Paulo FC          | Brasileirão           | 23          | 3           | 1                     | 0                     | CS                             | 6                              | 1                              | 30    | 4     |
| Sous-total            | Sous-total            | Sous-total            | 23          | 3           | 1                     | 0                     | -                              | 6                              | 1                              | 30    | 4     |
| Total sur la carrière | Total sur la carrière | Total sur la carrière | 23          | 3           | 1                     | 0                     | -                              | 6                              | 1                              | 30    | 4     |